# Chlorophytum glaucum
Chlorophytum glaucum là một loài thực vật có hoa trong họ Măng tây. Loài này được Dalzell mô tả khoa học đầu tiên năm 1850.